# Jorge Ureña
Jorge Ureña Andreu (Onil, 8 de octubre de 1993) es un deportista español que compite en atletismo, especialista en las pruebas de decatlón y heptatlón.
Ganó tres medallas en el Campeonato Europeo de Atletismo en Pista Cubierta entre los años 2017 y 2021.
Estudia Ciencias de la Actividad Física y del Deporte en la UCAM.

## Trayectoria
En categoría juvenil obtuvo una medalla de plata en el Campeonato Europeo Sub-23 de 2015. Ese mismo año compitió en dos eventos de categoría absoluta, el Campeonato Europeo en Pista Cubierta (séptimo en heptatlón) y el Campeonato Mundial (21.º en decatlón).
Sus éxitos internacionales los ha obtenido en el Campeonato Europeo de Atletismo en Pista Cubierta, plata en 2017 con una marca de 6227 puntos, oro en 2019 con 6218 puntos y plata en 2021 con 6158 puntos.
Participó en los Juegos Olímpicos de Tokio 2020, ocupando el noveno lugar en la prueba de decatlón, con un resultado de 8322 pts.
Ha ganado la prueba de decatlón del Campeonato de España de Atletismo en tres ocasiones: 2015, 2016 y 2021, y la prueba de heptatlón del Campeonato de España de Atletismo en Pista Cubierta en cuatro años: 2014, 2015, 2020 y 2022. Además, posee desde 2017 la plusmarca de España en pista cubierta del heptatlón (6249 pts.).

## Palmarés internacional
| Campeonato Europeo en Pista Cubierta | Campeonato Europeo en Pista Cubierta | Campeonato Europeo en Pista Cubierta | Campeonato Europeo en Pista Cubierta |
| Año                                  | Lugar                                | Medalla                              | Prueba                               |
| ------------------------------------ | ------------------------------------ | ------------------------------------ | ------------------------------------ |
| 2017                                 | Belgrado (Serbia)                    | Medalla de plata                     | Heptatlón                            |
| 2019                                 | Glasgow (Reino Unido)                | Medalla de oro                       | Heptatlón                            |
| 2021                                 | Toruń (Polonia)                      | Medalla de plata                     | Heptatlón                            |

## Resultados
| Año  | Competición                          | Lugar           | Posición         | Prueba    | Marcas    |
| ---- | ------------------------------------ | --------------- | ---------------- | --------- | --------- |
| 2012 | Campeonato Mundial Júnior            | Barcelona       | 20.º             | Decatlón  | 6937 pts. |
| 2014 | Campeonato Iberoamericano            | São Paulo       | Medalla de plata | Decatlón  | 7644 pts. |
| 2015 | Campeonato Europeo en Pista Cubierta | Praga           | 7.º              | Heptatlón | 5941 pts. |
| 2015 | Campeonato Europeo sub-23            | Tallin          | Medalla de plata | Decatlón  | 7983 pts. |
| 2015 | Campeonato Mundial                   | Pekín           | 21.º             | Decatlón  | 6858 pts. |
| 2016 | Campeonato Mundial en Pista Cubierta | Portland        | —                | Heptatlón | DNF       |
| 2016 | Hypomeeting                          | Götzis, Austria | 12.º             | Decatlón  | 7985 pts. |
| 2016 | Campeonato Europeo                   | Ámsterdam       | —                | Decatlón  | DNF       |
| 2017 | Campeonato Europeo en Pista Cubierta | Belgrado        | Medalla de plata | Heptatlón | 6227 pts. |
| 2017 | Copa de Europa de Pruebas Combinadas | Monzón          | Medalla de oro   | Decatlón  | 8121 pts. |
| 2017 | Campeonato Mundial                   | Londres         | 9.º              | Decatlón  | 8125 pts. |
| 2019 | Campeonato Europeo en Pista Cubierta | Glasgow         | Medalla de oro   | Heptatlón | 6218 pts. |
| 2021 | Campeonato Europeo en Pista Cubierta | Toruń           | Medalla de plata | Heptatlón | 6158 pts. |
| 2021 | Juegos Olímpicos                     | Tokio           | 9.º              | Decatlón  | 8322 pts. |
| 2022 | Campeonato Mundial en Pista Cubierta | Belgrado        | 7.º              | Heptatlón | 6049 pts. |
| 2023 | Campeonato Europeo en Pista Cubierta | Estambul        | 5.º              | Heptatlón | 5966 pts. |

## Marcas personales
| Aire libre              | Aire libre                                                                                       | Aire libre | Aire libre           | Aire libre           |
| Prueba                  | Marca                                                                                            | Viento     | Lugar                | Fecha                |
| ----------------------- | ------------------------------------------------------------------------------------------------ | ---------- | -------------------- | -------------------- |
| 100 metros              | 10,66                                                                                            | +0,8       | Tokio                | 4 de agosto de 2021  |
| Salto de longitud       | 7,59                                                                                             | +1,4       | Alhama de Murcia     | 22 de mayo de 2021   |
| Lanzamiento de peso     | 14,50                                                                                            | —          | Alhama de Murcia     | 22 de mayo de 2021   |
| Salto de altura         | 2,09                                                                                             | —          | La Nucía             | 31 de agosto de 2019 |
| 400 metros              | 48,00                                                                                            | —          | Tokio                | 4 de agosto de 2021  |
| 110 metros vallas       | 13,88                                                                                            | +0,7       | Lutsk                | 19 de junio de 2019  |
| Lanzamiento de disco    | 43,70                                                                                            | —          | Tokio                | 5 de agosto de 2021  |
| Salto con pértiga       | 5,10                                                                                             | —          | Soria                | 4 de agosto de 2019  |
| Lanzamiento de jabalina | 64,02                                                                                            | —          | Arona                | 7 de junio de 2015   |
| 1500 metros             | 4ː24,04                                                                                          | —          | Ratingen             | 18 de junio de 2023  |
| Decatlón                | 8381 (10,78/-0,3 - 7,35/-2,2 - 14,42 - 2,04 - 48"39 14,00/+0,6 - 39,37 - 4,90 - 64,00 - 4:24,04) | —          | Ratingen             | 18 de junio de 2023  |
| Otras pruebas           |                                                                                                  |            |                      |                      |
| 200 metros              | 23,42                                                                                            | -1,6       | San Juan de Alicante | 22 de junio de 2013  |
| 400 metros vallas       | 54,33                                                                                            | —          | Onil                 | 18 de abril de 2015  |
| Triple salto            | 13,43                                                                                            | +1,9       | Elche                | 14 de abril de 2012  |

| Pista cubierta      | Pista cubierta | Pista cubierta | Pista cubierta        | Pista cubierta |
| Prueba              | Marca          | Lugar          | Fecha                 |                |
| ------------------- | -------------- | -------------- | --------------------- | -------------- |
| 60 metros           | 6,87           | Aubière        | 29 de enero de 2022   |                |
| Salto de longitud   | 7,73           | Antequera      | 16 de febrero de 2019 |                |
| Lanzamiento de peso | 14,68          | Glasgow        | 2 de marzo de 2019    |                |
| Salto de altura     | 2,11           | Orense         | 29 de febrero de 2020 |                |
| 60 metros vallas    | 7,78           | Belgrado       | 5 de marzo de 2017    |                |
| Salto con pértiga   | 5,02           | Reims          | 31 de enero de 2016   |                |
| 1000 metros         | 2:40,06        | Antequera      | 22 de febrero de 2015 |                |
| Heptatlón           | 6249           | Praga          | 29 de enero de 2017   |                |
| Otras pruebas       |                |                |                       |                |
| 200 metros          | 22,58          | Valencia       | 31 de enero de 2015   |                |